# 芦田一寿
芦田 一寿（あしだ いちじゅ、1967年3月8日 - ）は、華道家。華道遠州宗家。本名、芦田乾（あしだ けん）。

## 概要
小堀遠州の流れを汲む古典いけばな流派・遠州流の正統流派である七世正風遠州流宗家・芦田一馬の長男として京都市に生まれる。武蔵野美術大学造形学部卒業。
複雑な家庭環境に育つ。24歳まで一馬のもとで京都の華道界を中心にいけばな作品を出品する。正風遠州流の宗匠後継者として流内外より期待されたが、正風遠州流内の混乱により流内幹部から一寿を宗家にとの声が上がり、1993年2月、新たに華道遠州という新流派を立ち上げる。当初、ほぼ全幹部が一寿を新宗家として参加表明、旧流派を脱退した。
京都の新鋭能楽師である味方玄の舞台花演出や、クラシックなどの舞台花装飾、パフォーマンスなどを得意とするが、本人は流儀花である古典生花（こてんしょうか）の作風を自分のライフワークとする。
尚、一寿を宗家とする流派、華道遠州は、京都いけばな協会、財団法人日本いけばな芸術協会など一部に作品出瓶はしているものの、本加盟していない。

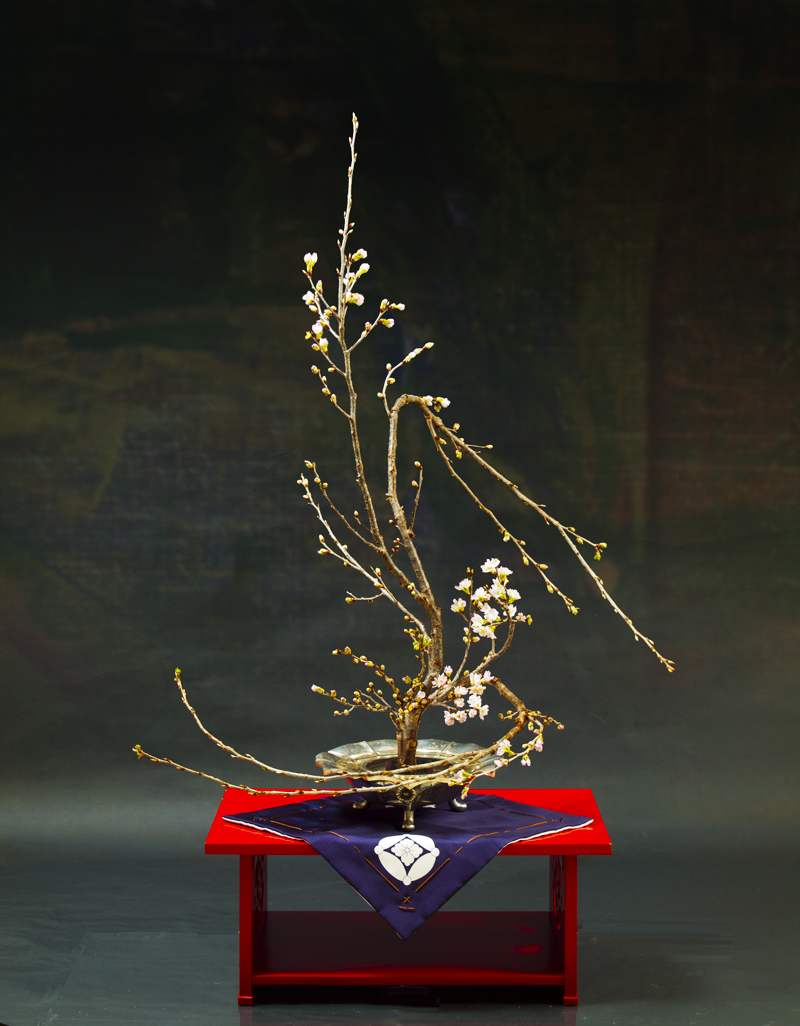
芦田一寿の古典生花。

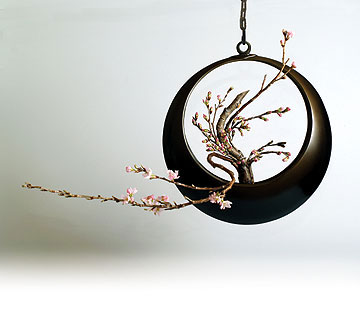
芦田一寿の月光筒生けの彼岸桜の古典生花。

## 舞台花
- 「きもので楽しむ日本の伝統」能舞台「紅葉狩」舞台花製作・デモンストレーション／京都上七件歌舞練場
- 能舞台「杜若」舞台花／京都府民ホール
- 「忠度・桜」舞台花／京都府民ホール
- 「MAROワールド」（NHK交響楽団コンサートマスター・篠崎史紀演出）舞台花／銀座王子ホール
- モリアオコンサート参加／福知山市・大興寺
- 能舞台立華供養「半蔀」舞台出演/京都観世会館

## イベント
- 国連チャリティーパーティー協賛出瓶／ホテルオークラ
- いけばなインターナショナル京都支部ゲスト
- ランバン・メンズ75周年記念イベントステージ花／青山スパイラルホール
- 二条城香雲亭和室いけばな（映画『ラスト サムライ』・プレミア／トム・クルーズを迎え）
- NHK情報ネットワーク・I-media
- 洋画家、八十山和代開催個展　会場花／玉川高島屋ギャラリー
- Panasonic プラズマTVプレス発表デモ画像作品参加
- フランストヨタ・ウエルカムパーティー／東映太秦映画村
- E8先進国主要電力会社ウエルカムパーティー／東映太秦映画村
- 橋本関雪記念館100周年記念舞台装飾　/京都グランドプリンスホテル
- 中国豆板主催いけばな紹介パフォーマンス&ワークショップ/北京市内

## いけばな展
- 披露いけばな全国展主催/ 京都文化博物館
- 全国100瓶選抜いけばな展 主催/京都文化博物館
- 宗家就任10周年記念いけばな展主催/京都文化博物館
- いけばな「綺麗さび」展主催/京都市勧業館みやこめっせ
- 台湾台北市・蒋介石記念堂ギャラリーにていけばな作品展参加
- 芦田一寿のいけばな展/橋本関雪記念館・白沙村荘
- 華道遠州25周年記念いけばな展/京都市勧業館みやこめっせ
- 華道遠州30周年記念いけばな展/京都府京都文化博物館

## テレビ出演
- 「ノックの予備校」/朝日放送(ABC)出演 作品紹介
- 「NHK人間大学」（茶の世界）熊倉功夫出演時／NHK教育 作品紹介
- 「京都が好き」／テレビ朝日 出演
- 「都のかほり」／テレビ朝日 出演

## ラジオ出演
- 「NNTラジオ」/FM79.7京都三条ラジオカフェ　シーズン2および3/コメンテーター

## 演出・監修
- 「阿修羅のごとく」/Netflix世界配信是枝裕和監督作品版

主演4人姉妹の長女　宮沢りえが演じるいけばな師範三田村一綱の作品、劇中の小品花、教室アトリエ風景の設えなどを監修。また劇中での所作や指導を撮影数ヶ月前から指導。

## 出版
- 『花の辞典　和花』（講談社）
- 『21世紀のアクティブたち』（六曜社）
- 『草花百木』（学研）
- 『いけばな選抜100瓶作品集』「花zizai」「華道遠州の伝統と美」「いけばな綺麗さび」著
- 『華道遠州のいけばな』教本・古典いけばな作品集(華道遠州出版)